# Comté de Prairie (Montana)
Pour les articles homonymes, voir Comté de Prairie.
Le comté de Prairie est un des 56 comtés de l’État du Montana, aux États-Unis. En 2010, la population était de 1 179 habitants. Son siège est Terry.

## Géolocalisation
|                   | Comté de McCone Comté de Dawson |                 |
| Comté de Garfield | Comté de Prairie                | Comté de Wibaux |
|                   | Comté de Custer                 | Comté de Fallon |

## Principales villes
- Terry